# Алехандро Гомес Родрігес
Алеха́ндро Хесу́с Го́мес Родрі́гес (ісп. Alejandro Jesús Gomes Rodríguez; нар. 11 березня 2008) — англійський і венесуельський футболіст, нападник французького клубу «Олімпік» (Ліон).

## Клубна кар'єра
Вихованець англійських команд «Істлі» та «Саутгемптон». 20 липня 2024 року приєднався до академії французького клубу «Олімпік» (Ліон), підписавши свій перший професіональний контракт, що розрахований до червня 2027 року. 31 серпня 2024 року дебютував за резервну команду в матчі Насьйоналя 3 проти «Сейссіне». 19 жовтня 2024 року в поєдинку Насьйоналя 3 проти «Еспалі» забив свої перші голи в кар'єрі, відзначившись дублем.
4 травня 2025 року дебютував в основному складі «Олімпіка» в матчі Ліги 1 проти «Ланса», замінивши Неманю Матича.

## Кар'єра в збірній
Виступав за збірні Англії до 15, до 16, до 17, до 18 років, а також за збірну Португалії до 15 років і за збірну Венесуели до 17 років.
В травні 2025 року потрапив в заявку збірної Англії до 17 років на юнацький чемпіонат Європи в Албанії. На турнірі провів три матчі, відзначившись по голу проти збірних Бельгії і Чехії, а також дублем проти збірної Італії, а його команда не вийшла з групи.

## Статистика виступів
Станом на 10 травня 2025
| Клуб              | Сезон             | Чемпіонат         | Чемпіонат | Чемпіонат | Кубок | Кубок | Єврокубки | Єврокубки | Інші  | Інші | Всього | Всього |
| Клуб              | Сезон             | Дивізіон          | Матчі     | Голи      | Матчі | Голи  | Матчі     | Голи      | Матчі | Голи | Матчі  | Голи   |
| ----------------- | ----------------- | ----------------- | --------- | --------- | ----- | ----- | --------- | --------- | ----- | ---- | ------ | ------ |
| Олімпік (Ліон) Б  | 2024–25           | Насьйональ 3      | 15        | 5         | —     | —     | —         | —         | —     | —    | 15     | 5      |
| Олімпік (Ліон)    | 2024–25           | Ліга 1            | 1         | 0         | 0     | 0     | –         | –         | –     | –    | 1      | 0      |
| Всього за кар'єру | Всього за кар'єру | Всього за кар'єру | 16        | 5         | 0     | 0     | 0         | 0         | 0     | 0    | 16     | 5      |